# Pivovar Staropramen

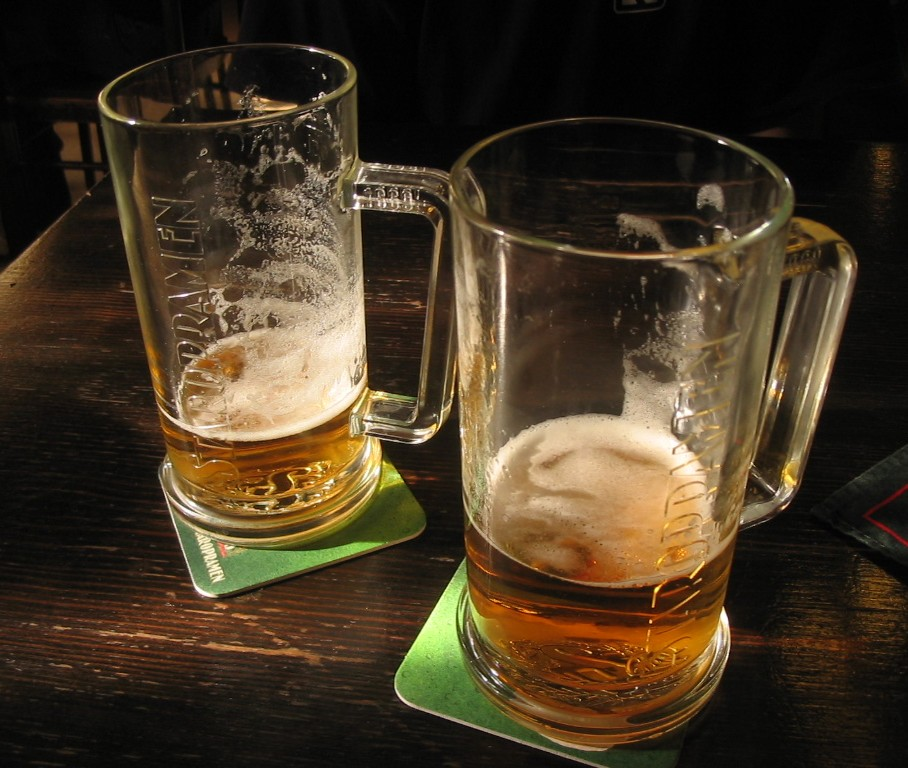
Kufle Staropramena w jednej z praskich gospód

Staropramen – obowiązująca od 1911 r. nazwa browaru istniejącego w Pradze, w dzielnicy Smíchov, od 1869 r., a także marka piwa tam produkowanego – w powieści Haszka „Przygody dobrego wojaka Szwejka” z lat 1921–1923 występuje ono pod nazwą „piwo smichowskie”. 
Jest to drugi co do wielkości browar w Czechach. Obecnie wchodzi wraz z browarem Ostravar w skład spółki Staropramen s.r.o. będącej od 2012 roku członkiem grupy Molson Coors Brewing Company.
Oprócz marki Staropramen, browary produkują też piwa: Kelt, Ostravar, Braník i Velvet.